# Cladoxerus cryphaleus
Cladoxerus cryphaleus är en insektsart som först beskrevs av John Obadiah Westwood 1859.  Cladoxerus cryphaleus ingår i släktet Cladoxerus och familjen Phasmatidae. Inga underarter finns listade i Catalogue of Life.